# グリーンバレット
『グリーンバレット 最強殺し屋伝説国岡［合宿編］』（英題：GREEN BULLET）は、阪元裕吾監督の日本映画。2022年8月26日公開。R15+指定作品。

## 概要
2021年に公開されたフェイクドキュメンタリー映画『最強殺し屋伝説国岡［完全版］』のスピンオフとして製作され、女子6人がプロの殺し屋を目指し、訓練合宿に参加する姿が描かれる。
主演は、ミスマガジン2021年度の受賞者6名と伊能昌幸。全国公開に先立ち、2022年7月26日にヒューマントラストシネマ渋谷にて完成披露上映会が行われた。
2021年11月の製作発表から、翌年5月にタイトルが発表されるまで『ミスマガジン、全員殺し屋』として周知されていた。

## あらすじ
プロの殺し屋を目指す山田ふみか、今井美香、神里はるか、東雲唯、鹿目梨紗、沖田響の6人は、京都最強と呼ばれる殺し屋・国岡がインストラクターを務める訓練合宿に参加する。しかし、人付き合いが苦手で何事も投げ出しがちな山田、国岡の熱狂的ファンで終始陽気な神里、殺し屋の娘に生まれ過剰な英才教育を受けた鹿目など、曲者揃いの6人に国岡は手を焼く。彼らのストレスがピークに達した時、ある事故が起こる。それが「フォックスハンター」という凶暴かつ最悪な殺し屋集団を合宿所へ向かわせることとなる。国岡は、コントロールできない新人女子6人と共に迎え撃つ。

## キャスト
山田ふみか：和泉芳怜（ミスマガジン2021グランプリ）
スマホ大好きなイマドキ女子。流されて生きた結果、殺し屋を目指す。血液が苦手で、初めての殺しの後も平静を装っていたが、後に嘔吐してしまう。響と心を通わせ、相棒のような関係になる。
今井美香：山岡雅弥（ミスマガジン2021・ミスヤングマガジン）
常にニットキャップを被る気怠げな女子。奔放なはるかにノリを合わせるなど潤滑油的存在で、彼女のマブ（親友）を自称する。殺し屋を志すのもはるかに合わせてのことだが、フォクスハンターのメンバー相手を圧倒する高い格闘センスを持つ。
神里はるか：天野きき（ミスマガジン2021・ミス週刊少年マガジン）
美香の親友の騒がしい女子。国岡に憧れ殺し屋を志した。動いている的に弾を当てられない程度の腕前だったが、天性のセンスがあったのか、終盤ではフォックスハンターのメンバーを美香と共に殲滅した。
東雲唯：辻優衣（ミスマガジン2021読者特別賞）
広瀬すずに憧れ女優を志すも、芸能詐欺に掛かり大金を支払っている女子。悪徳社長の栗田に騙され多額の支払いをさせられているが、気付いていない。
鹿目梨紗：大島璃乃（ミスマガジン2021審査員特別賞）
父が殺し屋協会江東区代表で、幼少期から殺し屋としての英才教育を受けてきた。しかし全く才能がなく、父からは見放されていた。軍人もかくやという堅い言動で強烈な個性を放つ。
沖田響：内藤花恋（ミスマガジン2021審査員特別賞）
元コンセプトカフェ店員。厄介な客がストーカーになったため、返り討ちにした結果、過剰防衛に問われた前科がある。面接中ですらソファーに寝転がるなど非常に態度が悪い。過去に殺人を犯した経験から銃器の扱いに手慣れており、国岡や浜辺も驚くほど。
国岡昌幸：伊能昌幸
最強殺し屋伝説国岡の主人公。京都最強の殺し屋。前作で巻き込まれた事件で貯蓄をほとんど失った後、市瀬の依頼で殺し屋を育てることとなる。本作でも腕前は健在。
真中卓也：松本卓也
国岡とは旧知の仲の殺し屋。ピンチになればころころと態度を変えるお調子者で、国岡が冗談交じりに殲滅した相手に捕まるなど実力も低い。ムードメーカーたらんとしている部分はあり、若い女子に苦戦する国岡をサポートする。
大坂健太：大坂健太
メインカメラマンの阪元の知人で、サブのカメラマンを務める。大卒で、殺し屋に憧れているのかトレーニングを欠かさず、プロの殺し屋相手に的はずれな批評をするなど頭でっかちのきらいがある。度胸はなく、とある事件で捕まった女子らを助けられなかった。
浜辺姫奈：沢口愛華（特別出演。ミスマガジン2018グランプリ）
悠仁の娘。協会所属の死体処理屋。国岡の依頼で、女子らに殺させるための男を調達する。
市瀬充：碕理人
元関東殺し屋協会所属の殺し屋だったが、独立して殺し屋組織を立ち上げる。彼の依頼で、国岡は山田らを指導することとなった。やたらに金持ちであることをアピールし、黒い繋がりも匂わせる。正体は、快楽のために一般人を攫って殺すフォックスハンターの一員。
双葉克茂：中村龍介
快楽のために一般人を攫い、山に放って人間狩りを楽しむフォックスハンターの一員。国岡とも互角の戦闘能力を持つ。
浜辺悠仁：板尾創路
殺し屋合宿を行う合宿所を運営する男性。自身も殺し屋であるが、一本では食って行けていないらしく、土地の運営で生活している。寿司を握るのがうまい。
栗田隆之：近藤哲也
芸能事務所社長。著書に「時の起こし方」がある。

## スタッフ
- 監督・脚本：阪元裕吾
- アクション監督：坂口茉琴
- プロデューサー：所隼汰
- 撮影・照明：今宮健太、関将史
- 録音：五十嵐猛吏
- 衣装：入山浩章
- メイク：赤井瑞希
- 美術・装飾：岩崎未来
- ガンエフェクト：遊佐和寿
- CG：松野友喜人
- スチール：須藤未悠
- 主題歌：『エンドロール』 / 挿入歌：『コマンドバトル！』東京初期衝動（チェリーヴァージン・レコード）[7]
- 制作プロデューサー：後藤剛
- 演出補：工藤歩
- 制作：新関収一
- 制作プロダクション：シャイカー
- 協力：講談社ヤングマガジン編集部
- 宣伝：ウフル、ブラウニー
- 製作・著作：キングレコード
- 配給：ラビットハウス

## 漫画
本作のコミカライズ『グリーンバレット ―殺し屋と6人の青二才―』が、「ヤンマガWeb」（講談社）にて2022年8月29日から2023年8月7日まで連載された。原作は阪元裕吾、企画・構成は橋本カヱ、漫画は小倉祐也が担当。
- 阪元裕吾（原作）・小倉祐也（漫画）・橋本カヱ（企画・構成）『グリーンバレット ―殺し屋と6人の青二才―』講談社〈ヤンマガKCスペシャル〉、全3巻
  1. 2023年2月20日発売[9][10]、ISBN 978-4-06-530701-4
  2. 2023年7月20日発売[11]、ISBN 978-4-06-532383-0
  3. 2023年9月20日発売[12]、ISBN 978-4-06-533040-1

## 映像作品
- 2023年5月25日にキングレコードからDVDとBlu-rayが発売。